# Utilgængelighedspol
Utilgængelighedspolen er det geografiske punkt som ligger længere fra kysten end noget andet sted på det omkringliggende kontinent eller havet. Begrebet er en geografisk konstruktion, ikke et egentlig fysisk fænomen, og er af interesse først og fremmest for eventyrere.